# Vitronaclia sogai
Vitronaclia sogai là một loài bướm đêm thuộc phân họ Arctiinae, họ Erebidae.